# Crímenes de guerra israelíes

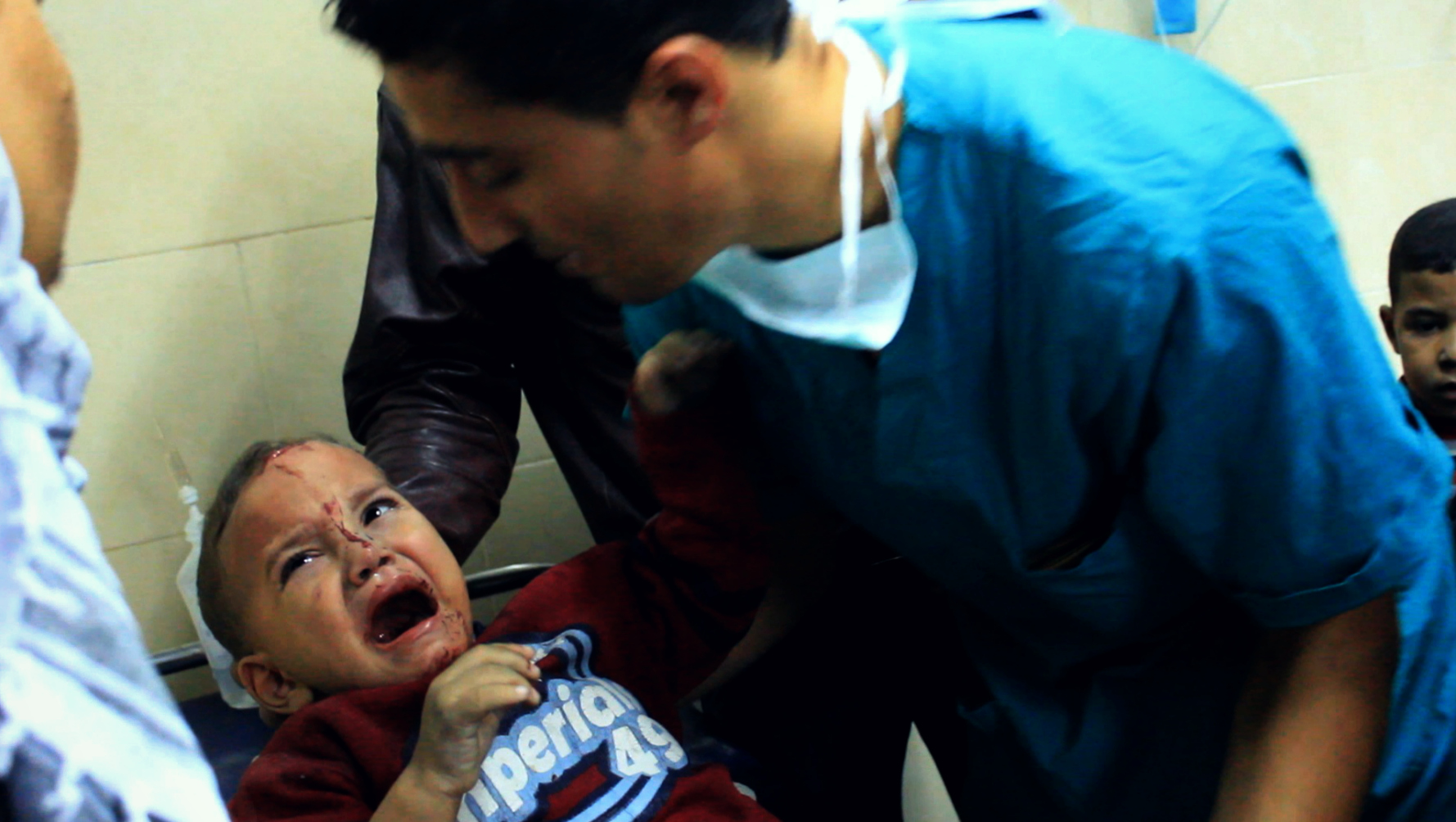
Niño herido por bomba israelí en Gaza, 2012. Los ataques contra niños son un crimen contra la humanidad.

Los crímenes de guerra israelíes se refieren a los crímenes de guerra cometidos por el Estado de Israel desde su creación en 1948 además de que se han intensificado de manera grave tras 2023.
A lo largo de varias décadas, las Fuerzas de Defensa de Israel (FDI), la rama militar del Estado de Israel, han sido objeto de diversas acusaciones de crímenes de guerra. El gobierno de Israel ha negado cualquier delito y ni Israel ni las Fuerzas de Defensa de Israel han sido acusados nunca formalmente de cometer crímenes de guerra lo cuál es altamente dudoso. Sin embargo, desde 2021, la Corte Penal Internacional (CPI) mantiene una investigación activa sobre las acusaciones de crímenes de guerra israelíes cometidos en los Territorios Palestinos.
Expertos en derechos humanos, incluidos relatores especiales de la Organización de las Naciones Unidas, así como organizaciones como Human Rights Watch y Amnistía Internacional, han formulado acusaciones contra Israel. En los últimos cincuenta años, Israel solo ha declarado formalmente la guerra en dos ocasiones. Sin embargo, los expertos en derechos humanos sostienen que las acciones llevadas a cabo por las FDI durante los conflictos armados en los Territorios Palestinos deberían incluirse en la rúbrica de «crímenes de guerra» como pueden ser los bombardeos a hospitales durante la guerra de Gaza o  los asentamientos ilegales en Cisjordania.

## 1948 Guerra Árabe–Israelí
Durante la guerra de 1948 se produjeron entre 10 y 70 masacres. Según Benny Morris, los soldados del Yishuv (o más tarde israelíes) mataron a aproximadamente 800 civiles árabes y prisioneros de guerra en 24 masacres. Y otros autores como Aryeh Yizthaki, Salman Abu-Sittay  Saleh Abdel Jawad documentan detalladamente el desplazamiento y asesinato indiscriminado de miles de civiles palestinos.

## Primera Intifada
La Primera Intifada (en árabe: انتفاضة, «sacudida», «agitación») o «revuelta de las piedras». Recibe este nombre por la notoriedad que cobraron las piedras como elemento de defensa de los jóvenes palestinos en contra del ejército israelí. Los acontecimientos que desencadenaron en respuesta, 40 policías fronterizos israelíes abrieron fuego con armas automáticas contra la multitud palestina, matando al menos a 21 e hiriendo al menos a 150.
El número total de víctimas desde el inicio de la Intifada hasta la celebración de la Conferencia de Paz en Madrid en 1991 ascendió a 1374 palestinos, mientras que un total de 93 israelíes perdieron la vida en ese mismo período.

## Segunda Intifada
Se denomina Intifada de Al-Aqsa o Segunda Intifada a la oleada de violencia que se inició a partir del 29 de septiembre de 2000 en Palestina e Israel. 
Según el grupo de derechos humanos, de los 3.733 palestinos muertos en Gaza y Cisjordania, 767 eran menores y, al menos 1.812 no formaban parte de las hostilidades cuando fueron abatidos. 

## Guerra del Líbano de 2006
En un informe de 249 páginas sobre la Guerra del Líbano de 2006, Human Rights Watch pidió al Secretario General de la ONU que estableciera una comisión internacional de investigación para investigar los informes sobre las violaciones de las leyes de guerra por parte de Israel, incluidos posibles crímenes de guerra.

## Conflicto entre la Franja de Gaza e Israel de 2021
En 2021, Amnistía Internacional, que documentó «cuatro ataques mortales por parte de Israel contra viviendas residenciales sin previo aviso», pidió a la Corte Penal Internacional que investigara de inmediato estos ataques, que pueden constituir crímenes de guerra o crímenes de lesa humanidad.
Human Rights Watch investigó tres incursiones israelíes durante la crisis palestino-israelí de 2021 que mataron a 62 civiles palestinos sin objetivos militares claros en las cercanías, y concluyó que Israel violó las leyes de la guerra y que sus acciones parecían constituir crímenes de guerra.
En 2021, la fiscal de la CPI, Fatou Bensouda, abrió una investigación sobre presuntos crímenes de guerra israelíes en los territorios palestinos desde el 13 de junio de 2014.

## Guerra Israel-Gaza de 2023

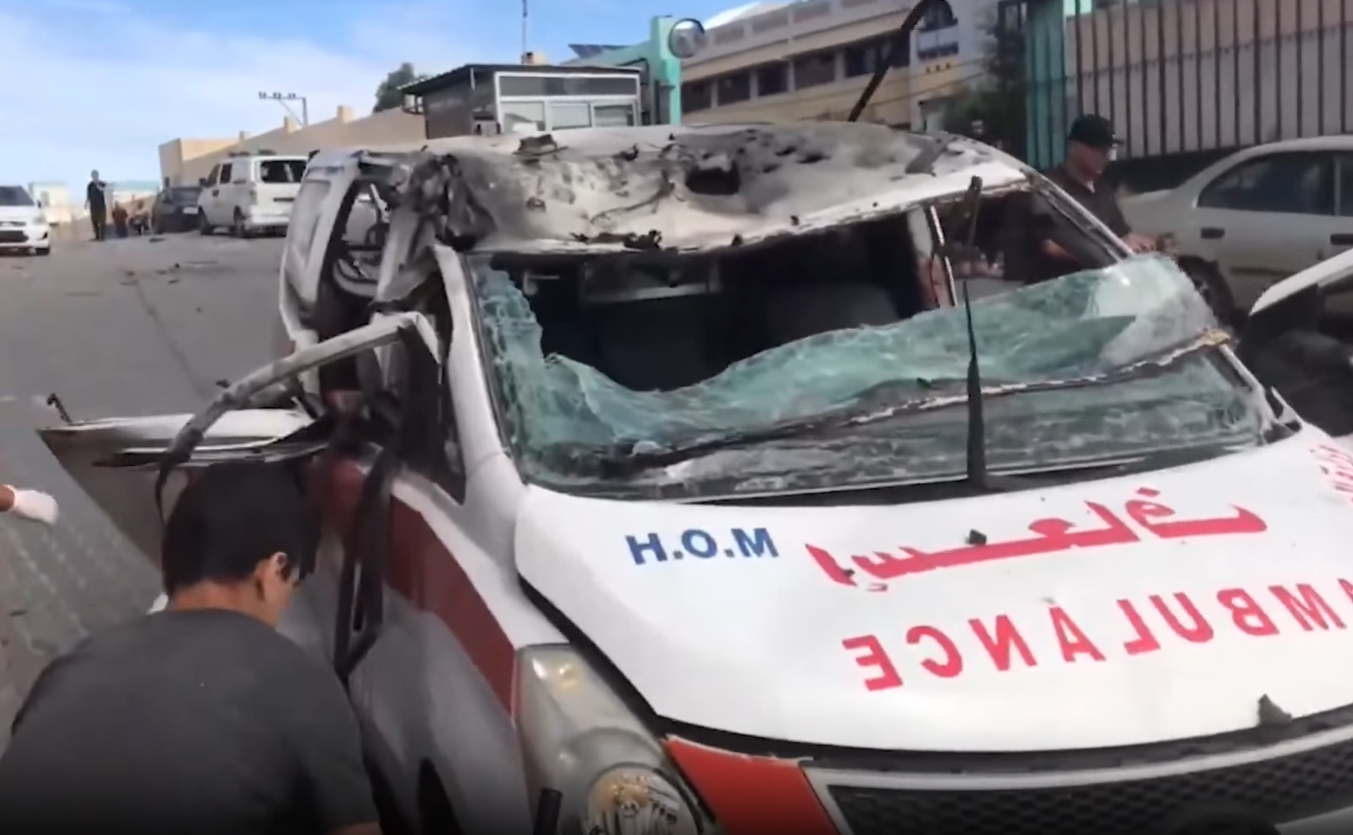
Ambulancia de la Media Luna Roja Palestina destruida por un ataque aéreo israelí.

Según UNICEF, durante la Guerra Israel-Gaza de 2023 más de 3450 niños fueron declarados muertos por los bombardeos israelíes y más de 1000 se encuentran desaparecidos bajo los escombros. El portador de este fondo de las Naciones Unidas declara que Israel convirtió a Gaza en un «cementerio de niños». Asimismo, la Agencia de la ONU para la Salud registró 82 ataques contra instalaciones médicas por parte de Israel, los cuales corresponden a un crimen de guerra según el Derecho Internacional Humanitario.
Los ataques de artillería Israelí a infraestructura civil han destruido o dañado severamente a más de 355, 000 unidades habitacionales, 370 instalaciones educativas como escuelas y universidades, 203 lugares de culto y dejando inoperativos 23 de los 36 hospitales de Gaza, lo cual es un crimen de Guerra según el Estatuto de Roma de la Corte Penal Internacional y su base en el Derecho Internacional Humanitario. 
El corte de suministros como agua potable, electricidad, acceso a alimentos del exterior, por parte de las autoridades Israelíes, es condenado por la ONU como un crimen de guerra.
También el ataque a periodistas ha sido una constante durante la escalada del conflicto, actualmente han sido asesinados 46 reporteros desde el 7 de octubre en lo que Reporteros Sin Fronteras denuncia como una «masacre sin precedentes» de periodistas.
Según muchas investigaciones, entre ellas Amnistía internacional El ejército israelí lanzó proyectiles de artillería que contenían fósforo blanco —un arma incendiaria— en operaciones militares a lo largo de la frontera sur de Líbano entre el 10 y el 16 de octubre de 2023. El fósforo blanco es un arma química que está prohibida desde 1997.
En febrero de 2024, Euro-Mediterranean Human Rights Monitor acusó a las Fuerzas de Defensa de Israel de asesinar premeditadamente a Hind Rajab, una niña de 6 años, a sus familiares (incluidos su prima de 15 años) y a dos paramédicos, a plena luz del día. Según los testimonios recogidos por el equipo Euro-Med Monitor el coche en el que viajaban fue atacado tras encontrarse con tanques y vehículos militares israelíes. Después de que el ejército israelí se retirara de la zona, se encontró el coche con abundantes pruebas que demostraban que numerosas balas habían sido disparadas directamente contra él. Al examinar los cuerpos de las víctimas, se descubrió que habían sido sometidos a un intenso fuego de armas automáticas y disparos de artillería. Además se encontró en su interior restos de munición de tanque fabricada por Estados Unidos.

## Territorios ocupados
Según Michael Lynk, Relator Especial de la ONU sobre la situación de los Derechos humanos en los Territorios Palestinos ocupados desde 1967, «los asentamientos israelíes violan la prohibición absoluta de que una potencia ocupante transfiera partes de su población civil al territorio ocupado». Por lo tanto, se ha pedido a la comunidad internacional que considere el establecimiento de asentamientos israelíes como un crimen de guerra según el Estatuto de Roma de 1998 de la Corte Penal Internacional.

## Otras lecturas
- Hamzeh, Muna; May, Todd (2003). Operation Defensive Shield: Witnesses to Israeli War Crimes, Pluto Press. ISBN:978-0-7453-2064-9
- Handmaker, Jeff (2013). «In Search of a Human Face in the Middle East: Addressing Israeli Impunity for War Crimes». Armed Conflict and International Law: In Search of the Human Face: Liber Amicorum in Memory of Avril McDonald. T.M.C. Asser Press. pp. 155–168. ISBN:978-90-6704-918-4.
- Krebs, Shiri (2021) «All Is Fair in Law and War? Legal Cynicism in the Israeli-Palestinian conflict». Cynical International Law? Abuse and Circumvention in Public International and European Law. Springer. pp. 235–259. ISBN:978-3-662-62128-8.
- Morris, Scott R. (1996). «Killing Egyptian Prisoners of War: Does the Phrase Lest We Forget Apply to Israeli War Criminals.» Vanderbilt Journal of Transnational Law. C. 29:90